# Химна Малавија
Национална химна Малавија носи назив „О Боже благослови нашу земљу Малави” (чев. Mlungu dalitsani Malaŵi, енгл. O God bless our land of Malawi). Текст је написао Мајкл Фредерик Пол Саука који је такође компоновао и мелодију. Химна је усвојена 1964. године, након што је победила на конкурсу.

## Текст
| Mlungu dalitsani Malaŵi | Mlungu dalitsani Malaŵi | Mlungu dalitsani Malaŵi |
| Чева | Енглески превод | Српски превод |
| --- | --- | --- |
| Mlungu dalitsani Malaŵi, Mumsunge m'mtendere. Gonjetsani adani onse, Njala, nthenda, nsanje. Lunzitsani mitima yathu, Kuti tisaope. Mdalitse Mtsogoleri nafe, Ndi Mayi Malaŵi. Malaŵi ndziko lokongola, La chonde ndi ufulu, Nyanja ndi mphepo ya m'mapiri, Ndithudi tadala. Zigwa, mapiri, nthaka, dzinthu, N'mphatso zaulere. Nkhalango, madambo abwino. Ngwokoma Malaŵi. O Ufulu tigwirizane, Kukweza Malaŵi. Ndi chikondi, khama, kumvera, Timutumikire. Pa nkhondo nkana pa mtendere, Cholinga n'chimodzi. Mayi, bambo, tidzipereke, Pokweza Malaŵi. | O God bless our land of Malaŵi, Keep it a land of peace. Put down each and every enemy, Hunger, disease, envy. Join together all our hearts as one, That we be free from fear. Bless our leader, each and every one, And Mother Malaŵi. Our own Malaŵi, this land so fair, Fertile and brave and free. With its lakes, refreshing mountain air, How greatly blest are we. Hills and valleys, soil so rich and rare Give us a bounty free. Wood and forest, plains so broad and fair, All - beauteous Malaŵi. Freedom ever, let us all unite To build up Malaŵi. With our love, our zeal and loyalty, Bringing our best to her. In time of war, or in time of peace, One purpose and one goal. Men and women serving selflessly In building Malaŵi. | Боже благослови нашу земљу Малави, Начини је земљом мира. Одврати сваког непријатеља, Глад, болест, завист. Уједини сва наша срца, И ослободи нас страха. Благослови нашег вођу, свакога од нас, И мајку Малави. Мили наш Малави, земљо прелепа, Плодна, храбра и слободна. Са твојим језерима, свежим ваздухом са планина, Врло благословени смо ми. Брда и долине, богате и плодне земље Дају нам дарове многе. Дрвеће и шуме, равнице широке и врле, Све - прелепи Малави. Вечита слобода нека нас све уједини Да изградимо Малави. Нашом љубављу, ревношћу и оданошћу, Доприносимо његовом бољитку. У доба рата, и у доба мира, до једине сврхе и јединог циља. Мушкарци и жене служе несебично За изградњу Малавија. |